# Oleg Olegowitsch Li
Oleg Olegowitsch Li (russisch Олег Олегович Ли; * 28. Februar 1991 in Wolgograd, Russische SFSR) ist ein russischer Eishockeyspieler, der seit Mai 2020 beim HK Sibir Nowosibirsk in der Kontinentalen Hockey-Liga unter Vertrag steht.

## Karriere
Oleg Li zog mit seiner Familie im Alter von vier Jahren nach Moskau. Im Jahr 1999 begann er mit dem Eishockey beim HK ZSKA Moskau. Zwei Jahre später wechselte er in die Nachwuchsabteilung des HK Dynamo Moskau, für dessen zweite Mannschaft er in der Saison 2008/09 in der drittklassigen Perwaja Liga aktiv war. Anschließend verbrachte der Flügelspieler eine Spielzeit in Nordamerika, wo er für Fargo Force in der Juniorenliga United States Hockey League auflief. In der Saison 2010/11 stand Li für Atlant Mytischtschi in der Kontinentalen Hockey-Liga auf dem Eis. Die Mannschaft hatte ihn bereits im KHL Junior Draft 2009 in der dritten Runde als insgesamt 67. Spieler ausgewählt. Parallel zum Spielbetrieb mit Atlant Mytischtschi spielte er in seinem KHL-Rookiejahr für deren Juniorenteam in der multinationalen Nachwuchsliga Molodjoschnaja Chokkeinaja Liga. 
Ab 2011 stand Li bei Sewerstal Tscherepowez unter Vertrag, kam aber zwischen 2011 und 2013 ausschließlich bei Almas Tscherepowez in der MHL und bei Titan Klin zum Einsatz, anschließend wechselte er zum HK Lada Toljatti.
Weitere KHL-Stationen waren in der Saison 2014/15 Admiral Wladiwostok, anschließend drei Jahre bei Amur Chabarowsk. In seiner letzten Saison bei Amur steigerte er seine Punktausbeute deutlich. Am 1. Mai 2018 wurde er daher zusammen mit Alexei Bywalzew gegen Zahlung einer Entschädigung an den SKA Sankt Petersburg abgegeben. Für den SKA absolvierte Li bis Oktober 2019 31 KHL-Partien, ehe er gegen Zahlung einer Entschädigung an Ak Bars Kasan abgegeben wurde. Für Kasan absolvierte er bis Saisonende 29 Partien, in den Play-offs lief er zudem für Bars Kasan in der zweiten Spielklasse auf. Anschließend wechselte er zum HK Sibir Nowosibirsk.

## KHL-Statistik
(Stand: Ende der Saison 2018/19)